# 貴ガス水素化物
貴ガス水素化物（きガスすいそかぶつ、英: noble-gas hydride）は H-Ng-Y（Ng は貴ガス、Y は電気陰性度の大きな分子や原子である事が多い）で表される貴ガス化合物である。1995年にフィンランド、ヘルシンキ大学のグループがキセノンを含むこのタイプの分子（HXeCl、HXeI 等）を赤外吸収分光によって発見したと報告したのがはじめて。その後、アルゴンを含む初めての分子として HArF が発見されている。Y がハロゲン分子以外の例としては、XeCN、HXeNC、HKrCN が最初に報告されている。
2008年現在22種類のこのタイプの分子が報告されている。貴ガスでもネオン、ヘリウムを含む分子はまだ報告されていない。

## 報告されている分子（2008年現在）
| Ar   | Kr     | Xe       |
| ---- | ------ | -------- |
|      |        | HXeH     |
| HArF | HKrF   |          |
|      | HKrCl  | HXeCl    |
|      |        | HXeBr    |
|      |        | HXeI     |
|      | HKrCN  | HXeCN    |
|      | HKrCCH | HXeCCH   |
|      | HKrC3N | HXeC3N   |
|      | HKrC4H | HXeC4H   |
|      |        | HXeOH    |
|      |        | HXeSH    |
|      |        | HXeNC    |
|      |        | HXeCC    |
|      |        | HXeNCO   |
|      |        | HXeCCXeH |